# David Dawnay
David Dawnay (10 juillet 1903 - 9 octobre 1971) est un officier de l'armée britannique qui devient commandant de l'académie militaire de Sandhurst. Il est également un joueur de polo britannique qui participe aux Jeux olympiques d' été de 1936.

## Carrière militaire
Il est le fils du major l'hon. Hugh Dawnay, fils de Hugh Dawnay (8e vicomte Downe) et de Lady Susan de la Poer Beresford, fille de John Beresford (5e marquis de Waterford) et fait ses études au Collège d'Eton et au Royal Military College de Sandhurst . Dawnay est nommé Officier dans la Brigade des fusiliers britannique en 1924, puis transféré au 10th Royal Hussars plus tard cette année-là . Il fait partie de l'équipe britannique de polo qui remporte la médaille d'argent aux Jeux olympiques d'été de 1936 : il dispute les deux matches du tournoi, le premier contre le Mexique et la finale contre l'Argentine.
Dawnay sert pendant la Seconde Guerre mondiale en tant que commandant du 2e régiment de reconnaissance, puis en tant que commandant du North Irish Horse en 1941 . Après avoir servi comme commandant en second de la 23e brigade blindée puis de la 26e brigade blindée en 1943, il devient commandant de la 21e brigade blindée de l'armée en 1944, puis commandant de la 26e brigade blindée en 1945 .
Après la guerre, il devient commandant de la 86e zone basée à Venise en Italie puis commandant de la 2e brigade blindée. Il est nommé commandant adjoint du district de North Midland en 1948, commandant de la 8e brigade blindée en novembre 1948 et commandant de l(académie militaire de Sandhurst en janvier 1951. Son dernier commandement la 56e division blindée (Londres) en mars 1954 avant de prendre sa retraite en avril 1957 .
À la retraite, il est secrétaire de l'Autorité d'Ascot et directeur de course à Ascot.

## Famille
En 1926, Dawnay épouse sa cousine Lady Katharine Nora de la Poer Beresford, fille de Henry Beresford (6e marquis de Waterford) et de Lady Beatrix Frances Petty-FitzMaurice. Ils ont deux filles et deux fils . Son fils, le major Hugh Dawnay, est un joueur de polo bien connu et un entraîneur respecté dont le fils, Sebastian Dawnay, est également un joueur de polo professionnel. Le jumeau de Hugh, Peter, épouse Caroline, fille du capitaine de groupe Nicolas Tindal-Carill-Worsley ,.